# A Ticket for Two
A Ticket for Two è un cortometraggio muto del 1908 diretto da Lewin Fitzhamon.

## Trama
Una coppia, imbarcata su un battello a vapore, paga due biglietti mentre i loro sei bambini sono nascosti dentro a degli scatoloni.

## Produzione
Il film fu prodotto dalla Hepworth.

## Distribuzione
Distribuito dalla Hepworth, il film - un cortometraggio di 206 metri - uscì nelle sale cinematografiche britanniche nel luglio 1908.
Si conoscono pochi dati del film che, prodotto dalla Hepworth, fu distrutto nel 1924 dallo stesso produttore, Cecil M. Hepworth. Fallito, in gravissime difficoltà finanziarie, il produttore pensò in questo modo di poter almeno recuperare il nitrato d'argento della pellicola.